# Élections municipales de 2026 dans les Deux-Sèvres
Pour un article plus général, voir Élections municipales françaises de 2026.
Les élections municipales dans les Deux-Sèvres sont prévues en mars 2026. Cette page ne traite que les communes de 2 000 habitants et plus dans les Deux-Sèvres.

## Résultats à l'échelle du département

### Maires sortants et maires élus
| Commune                   | Population (en 2022) | Maire sortant(e)       | Parti | Parti | Maire élu(e) | Parti | Parti |
| ------------------------- | -------------------- | ---------------------- | ----- | ----- | ------------ | ----- | ----- |
| Aiffres                   | 5 423                | Jacques Billy          |       | PRV   |              |       |       |
| Aigondigné                | 4 685                | Patricia Rouxel        |       | DVG   |              |       |       |
| Airvault                  | 3 295                | Olivier Fouillet       |       | DVD   |              |       |       |
| Argentonnay               | 3 229                | Armelle Cassin         |       | LR    |              |       |       |
| Bressuire                 | 19 860               | Emmanuelle Ménard      |       | SE    |              |       |       |
| Celles-sur-Belle          | 3 834                | Sylvie Brunet          |       | DVC   |              |       |       |
| Cerizay                   | 13 329               | Johnny Brosseau        |       | DVG   |              |       |       |
| La Chapelle-Saint-Laurent | 2 080                | Jean-Yves Bilheu       |       | DVD   |              |       |       |
| Châtillon-sur-Thouet      | 2 675                | Marie-Noëlle Beau      |       | UDI   |              |       |       |
| Chauray                   | 7 173                | Claude Boisson         |       | DVC   |              |       |       |
| Chef-Boutonne             | 2 387                | Fabrice Michelet       |       | DVD   |              |       |       |
| Coulon                    | 2 275                | Anne-Sophie Guichet    |       | DVC   |              |       |       |
| Coulonges-sur-l'Autize    | 2 341                | Danielle Taverneau     |       | DVD   |              |       |       |
| Courlay                   | 2 403                | André Guillermic       |       | DVG   |              |       |       |
| La Crèche                 | 5 681                | Laëtitia Hamot         |       | DVG   |              |       |       |
| Échiré                    | 3 536                | Thierry Devautour      |       | DVD   |              |       |       |
| La Forêt-sur-Sèvre        | 2 261                | Thierry Marolleau      |       | DVD   |              |       |       |
| Frontenay-Rohan-Rohan     | 2 968                | Olivier Poiraud        |       | DVC   |              |       |       |
| Lezay                     | 2 013                | Olivier Gayet          |       | DVD   |              |       |       |
| Loretz-d'Argenton         | 2 590                | Pierre Sauvêtre        |       | SE    |              |       |       |
| Magné                     | 2 708                | Gérard Laborderie      |       | DVG   |              |       |       |
| Mauléon                   | 8 585                | Pierre-Yves Marolleau  |       | DVD   |              |       |       |
| Mauzé-sur-le-Mignon       | 2 917                | Philippe Mauffrey      |       | LR    |              |       |       |
| Melle                     | 5 790                | Sylvain Griffault      |       | GÉ    |              |       |       |
| Moncoutant-sur-Sèvre      | 5 100                | Roland Moreau          |       | SE    |              |       |       |
| Niort                     | 60 074               | Jérôme Baloge          |       | PRV   |              |       |       |
| Nueil-les-Aubiers         | 5 529                | Serge Bouju            |       | DVD   |              |       |       |
| Parthenay                 | 10 121               | Jean-Michel Prieur     |       | AC    |              |       |       |
| Plaine-et-Vallées         | 2 334                | Christiane Babin       |       | SE    |              |       |       |
| Pompaire                  | 2 052                | Jean-Paul Chaussoneaux |       | SE    |              |       |       |
| Prahecq                   | 2 249                | Sonia Lussiez          |       | SE    |              |       |       |
| Saint-Gelais              | 2 217                | Gérard Bobineau        |       | DVG   |              |       |       |
| Saint-Maixent-l'École     | 7 433                | Stéphane Baudry        |       | GÉ    |              |       |       |
| Saint-Varent              | 2 396                | Pierre Rambault        |       | DVG   |              |       |       |
| Sauzé-entre-Bois          | 2 259                | Nicolas Ragot          |       | SE    |              |       |       |
| Thouars                   | 13 949               | Bernard Paineau        |       | DVG   |              |       |       |
| Val en Vignes             | 2 023                | Christophe Guillot     |       | SE    |              |       |       |
| Vouillé                   | 3 538                | Franck Portz           |       | SE    |              |       |       |

### Résultats en nombre de maires
| Partis       | Partis                               | Maires sortants | Maires élus | Évolution |
| ------------ | ------------------------------------ | --------------- | ----------- | --------- |
|              | Divers droite                        | 9               |             |           |
|              | Les Républicains                     | 2               |             |           |
| Total droite | Total droite                         | 11              |             |           |
|              | Divers gauche                        | 8               |             |           |
|              | Génération écologie                  | 2               |             |           |
| Total gauche | Total gauche                         | 10              |             |           |
|              | Divers centre                        | 4               |             |           |
|              | Parti radical                        | 2               |             |           |
|              | Alliance centriste                   | 1               |             |           |
|              | Union des démocrates et indépendants | 1               |             |           |
| Total centre | Total centre                         | 8               |             |           |
|              | Sans étiquette                       | 9               |             |           |
| Total        | Total                                | 38              | 38          | -         |

### Résultats en nombre de conseillers
| Partis       | Partis                               | Conseillers sortants | Conseillers sortants | Conseillers élus | Conseillers élus | Évolution | Évolution |
| Partis       | Partis                               | M                    | C                    | M                | C                | M         | C         |
| ------------ | ------------------------------------ | -------------------- | -------------------- | ---------------- | ---------------- | --------- | --------- |
|              | Divers gauche                        | 74                   | 30                   |                  |                  |           |           |
|              | Divers écologiste                    | 50                   | 15                   |                  |                  |           |           |
| Total gauche | Total gauche                         | 124                  | 45                   |                  |                  |           |           |
|              | Divers centre                        | 146                  | 60                   |                  |                  |           |           |
|              | Union des démocrates et indépendants | 3                    | 0                    |                  |                  |           |           |
| Total centre | Total centre                         | 149                  | 60                   |                  |                  |           |           |
|              | Divers droite                        | 2                    | 1                    |                  |                  |           |           |
| Total droite | Total droite                         | 2                    | 1                    |                  |                  |           |           |
|              | Sans étiquette                       | 482                  | 66                   |                  |                  |           |           |
| Total        | Total                                | 953                  | 221                  |                  |                  |           |           |

## Résultats dans les communes de plus de 2 000 habitants

### Aiffres
- Maire sortant : Jacques Billy (PRV), ne se représente pas[2]
- 29 sièges à pourvoir au conseil municipal (population légale 2022 : 5 423 habitants)
- 3 sièges à pourvoir au conseil communautaire (CA du Niortais)

| Tête de liste | Tête de liste | Parti(s) | Nuance | Premier tour | Premier tour | Second tour | Second tour | Sièges | Sièges |
| Tête de liste | Tête de liste | Parti(s) | Nuance | Voix         | %            | Voix        | %           | CM     | CC     |
| ------------- | ------------- | -------- | ------ | ------------ | ------------ | ----------- | ----------- | ------ | ------ |

### Aigondigné
- Maire sortant : Patricia Rouxel (DVG)
- 29 sièges à pourvoir au conseil municipal (population légale 2022 : 4 685 habitants)
- 7 sièges à pourvoir au conseil communautaire (CC Mellois en Poitou)

| Tête de liste | Tête de liste | Parti(s) | Nuance | Premier tour | Premier tour | Second tour | Second tour | Sièges | Sièges |
| Tête de liste | Tête de liste | Parti(s) | Nuance | Voix         | %            | Voix        | %           | CM     | CC     |
| ------------- | ------------- | -------- | ------ | ------------ | ------------ | ----------- | ----------- | ------ | ------ |

### Airvault
- Maire sortant : Olivier Fouillet (DVD)
- 27 sièges à pourvoir au conseil municipal (population légale 2022 : 3 295 habitants)
- 13 sièges à pourvoir au conseil communautaire (CC Airvaudais-Val du Thouet)

| Tête de liste | Tête de liste | Parti(s) | Nuance | Premier tour | Premier tour | Second tour | Second tour | Sièges | Sièges |
| Tête de liste | Tête de liste | Parti(s) | Nuance | Voix         | %            | Voix        | %           | CM     | CC     |
| ------------- | ------------- | -------- | ------ | ------------ | ------------ | ----------- | ----------- | ------ | ------ |

### Argentonnay
- Maire sortante : Armelle Cassin (LR)
- 27 sièges à pourvoir au conseil municipal (population légale 2022 : 3 229 habitants)
- 3 sièges à pourvoir au conseil communautaire (CA du Bocage bressuirais)

| Tête de liste | Tête de liste | Parti(s) | Nuance | Premier tour | Premier tour | Second tour | Second tour | Sièges | Sièges |
| Tête de liste | Tête de liste | Parti(s) | Nuance | Voix         | %            | Voix        | %           | CM     | CC     |
| ------------- | ------------- | -------- | ------ | ------------ | ------------ | ----------- | ----------- | ------ | ------ |

### Bressuire
- Maire sortant : Emmanuelle Ménard (SE)
- 33 sièges à pourvoir au conseil municipal (population légale 2022 : 19 860 habitants)
- 17 sièges à pourvoir au conseil communautaire (CA du Bocage bressuirais)

| Tête de liste            | Tête de liste      | Parti(s) | Nuance | Premier tour | Premier tour | Second tour | Second tour | Sièges | Sièges |
| Tête de liste            | Tête de liste      | Parti(s) | Nuance | Voix         | %            | Voix        | %           | CM     | CC     |
| ------------------------ | ------------------ | -------- | ------ | ------------ | ------------ | ----------- | ----------- | ------ | ------ |
|                          | Emmanuelle Ménard, | SE       |        |              |              |             |             |        |        |
|                          |                    |          |        |              |              |             |             |        |        |
| Exprimés                 |                    |          |        |              |              |             |             |        |        |
| Votes blancs             |                    |          |        |              |              |             |             |        |        |
| Votes nuls               |                    |          |        |              |              |             |             |        |        |
| Total                    | Total              | Total    | Total  |              | 100          |             | 100         | 33     | 17     |
| Absentions               |                    |          |        |              |              |             |             |        |        |
| Inscrits / participation |                    |          |        |              |              |             |             |        |        |

### Celles-sur-Belle
- Maire sortante : Sylvie Brunet (DVC)
- 29 sièges à pourvoir au conseil municipal (population légale 2022 : 3 834 habitants)
- 6 sièges à pourvoir au conseil communautaire (CC Mellois en Poitou)

| Tête de liste            | Tête de liste  | Parti(s) | Nuance | Premier tour | Premier tour | Second tour | Second tour | Sièges | Sièges |
| Tête de liste            | Tête de liste  | Parti(s) | Nuance | Voix         | %            | Voix        | %           | CM     | CC     |
| ------------------------ | -------------- | -------- | ------ | ------------ | ------------ | ----------- | ----------- | ------ | ------ |
|                          | Sylvie Brunet, | DVC      |        |              |              |             |             |        |        |
|                          |                |          |        |              |              |             |             |        |        |
| Exprimés                 |                |          |        |              |              |             |             |        |        |
| Votes blancs             |                |          |        |              |              |             |             |        |        |
| Votes nuls               |                |          |        |              |              |             |             |        |        |
| Total                    | Total          | Total    | Total  |              | 100          |             | 100         | 29     | 6      |
| Absentions               |                |          |        |              |              |             |             |        |        |
| Inscrits / participation |                |          |        |              |              |             |             |        |        |

### Cerizay
- Maire sortant : Johnny Brosseau (DVG)
- 33 sièges à pourvoir au conseil municipal (population légale 2022 : 13 329 habitants)
- 5 sièges à pourvoir au conseil communautaire (CA du Bocage bressuirais)

| Tête de liste            | Tête de liste    | Parti(s) | Nuance | Premier tour | Premier tour | Second tour | Second tour | Sièges | Sièges |
| Tête de liste            | Tête de liste    | Parti(s) | Nuance | Voix         | %            | Voix        | %           | CM     | CC     |
| ------------------------ | ---------------- | -------- | ------ | ------------ | ------------ | ----------- | ----------- | ------ | ------ |
|                          | Johnny Brosseau, | DVG      |        |              |              |             |             |        |        |
|                          |                  |          |        |              |              |             |             |        |        |
| Exprimés                 |                  |          |        |              |              |             |             |        |        |
| Votes blancs             |                  |          |        |              |              |             |             |        |        |
| Votes nuls               |                  |          |        |              |              |             |             |        |        |
| Total                    | Total            | Total    | Total  |              | 100          |             | 100         | 33     | 5      |
| Absentions               |                  |          |        |              |              |             |             |        |        |
| Inscrits / participation |                  |          |        |              |              |             |             |        |        |

### La Chapelle-Saint-Laurent
- Maire sortant : Jean-Yves Bilheu (DVD)
- 19 sièges à pourvoir au conseil municipal (population légale 2022 : 2 080 habitants)
- 2 sièges à pourvoir au conseil communautaire (CA du Bocage bressuirais)

| Tête de liste | Tête de liste | Parti(s) | Nuance | Premier tour | Premier tour | Second tour | Second tour | Sièges | Sièges |
| Tête de liste | Tête de liste | Parti(s) | Nuance | Voix         | %            | Voix        | %           | CM     | CC     |
| ------------- | ------------- | -------- | ------ | ------------ | ------------ | ----------- | ----------- | ------ | ------ |

### Châtillon-sur-Thouet
- Maire sortante : Marie-Noëlle Beau (UDI)
- 23 sièges à pourvoir au conseil municipal (population légale 2022 : 2 675 habitants)
- 4 sièges à pourvoir au conseil communautaire (CC de Parthenay-Gâtine)

| Tête de liste            | Tête de liste      | Parti(s) | Nuance | Premier tour | Premier tour | Second tour | Second tour | Sièges | Sièges |
| Tête de liste            | Tête de liste      | Parti(s) | Nuance | Voix         | %            | Voix        | %           | CM     | CC     |
| ------------------------ | ------------------ | -------- | ------ | ------------ | ------------ | ----------- | ----------- | ------ | ------ |
|                          | Marie-Noëlle Beau, | UDI      |        |              |              |             |             |        |        |
|                          |                    |          |        |              |              |             |             |        |        |
| Exprimés                 |                    |          |        |              |              |             |             |        |        |
| Votes blancs             |                    |          |        |              |              |             |             |        |        |
| Votes nuls               |                    |          |        |              |              |             |             |        |        |
| Total                    | Total              | Total    | Total  |              | 100          |             | 100         | 23     | 4      |
| Absentions               |                    |          |        |              |              |             |             |        |        |
| Inscrits / participation |                    |          |        |              |              |             |             |        |        |

### Chauray
- Maire sortant : Claude Boisson (DVC)
- 29 sièges à pourvoir au conseil municipal (population légale 2022 : 7 173 habitants)
- 4 sièges à pourvoir au conseil communautaire (CA du Niortais)

| Tête de liste | Tête de liste | Parti(s) | Nuance | Premier tour | Premier tour | Second tour | Second tour | Sièges | Sièges |
| Tête de liste | Tête de liste | Parti(s) | Nuance | Voix         | %            | Voix        | %           | CM     | CC     |
| ------------- | ------------- | -------- | ------ | ------------ | ------------ | ----------- | ----------- | ------ | ------ |

### Chef-Boutonne
- Maire sortant : Fabrice Michelet (DVD)
- 27 sièges à pourvoir au conseil municipal (population légale 2022 : 2 387 habitants)
- 4 sièges à pourvoir au conseil communautaire (CC Mellois en Poitou)

| Tête de liste            | Tête de liste     | Parti(s) | Nuance | Premier tour | Premier tour | Second tour | Second tour | Sièges | Sièges |
| Tête de liste            | Tête de liste     | Parti(s) | Nuance | Voix         | %            | Voix        | %           | CM     | CC     |
| ------------------------ | ----------------- | -------- | ------ | ------------ | ------------ | ----------- | ----------- | ------ | ------ |
|                          | Fabrice Michelet, | DVD      |        |              |              |             |             |        |        |
|                          |                   |          |        |              |              |             |             |        |        |
| Exprimés                 |                   |          |        |              |              |             |             |        |        |
| Votes blancs             |                   |          |        |              |              |             |             |        |        |
| Votes nuls               |                   |          |        |              |              |             |             |        |        |
| Total                    | Total             | Total    | Total  |              | 100          |             | 100         | 27     | 4      |
| Absentions               |                   |          |        |              |              |             |             |        |        |
| Inscrits / participation |                   |          |        |              |              |             |             |        |        |

### Coulon
- Maire sortant : Anne-Sophie Guichet (DVC)
- 19 sièges à pourvoir au conseil municipal (population légale 2022 : 2 275 habitants)
- 1 siège à pourvoir au conseil communautaire (CA du Niortais)

| Tête de liste | Tête de liste | Parti(s) | Nuance | Premier tour | Premier tour | Second tour | Second tour | Sièges | Sièges |
| Tête de liste | Tête de liste | Parti(s) | Nuance | Voix         | %            | Voix        | %           | CM     | CC     |
| ------------- | ------------- | -------- | ------ | ------------ | ------------ | ----------- | ----------- | ------ | ------ |

### Coulonges-sur-l'Autize
- Maire sortante : Danielle Taverneau (DVD), ne se représente pas[2].
- 19 sièges à pourvoir au conseil municipal (population légale 2022 : 2 341 habitants)
- 5 sièges à pourvoir au conseil communautaire (CC Val-de-Gâtine)

| Tête de liste | Tête de liste | Parti(s) | Nuance | Premier tour | Premier tour | Second tour | Second tour | Sièges | Sièges |
| Tête de liste | Tête de liste | Parti(s) | Nuance | Voix         | %            | Voix        | %           | CM     | CC     |
| ------------- | ------------- | -------- | ------ | ------------ | ------------ | ----------- | ----------- | ------ | ------ |

### Courlay
- Maire sortant : André Guillermic (DVG)
- 19 sièges à pourvoir au conseil municipal (population légale 2022 : 2 403 habitants)
- 2 sièges à pourvoir au conseil communautaire (CA du Bocage bressuirais)

| Tête de liste | Tête de liste | Parti(s) | Nuance | Premier tour | Premier tour | Second tour | Second tour | Sièges | Sièges |
| Tête de liste | Tête de liste | Parti(s) | Nuance | Voix         | %            | Voix        | %           | CM     | CC     |
| ------------- | ------------- | -------- | ------ | ------------ | ------------ | ----------- | ----------- | ------ | ------ |

### La Crèche
- Maire sortante : Laëtitia Hamot (DVG)
- 29 sièges à pourvoir au conseil municipal (population légale 2022 : 5 681 habitants)
- 7 sièges à pourvoir au conseil communautaire (CC Haut Val de Sèvre)

| Tête de liste            | Tête de liste   | Parti(s) | Nuance | Premier tour | Premier tour | Second tour | Second tour | Sièges | Sièges |
| Tête de liste            | Tête de liste   | Parti(s) | Nuance | Voix         | %            | Voix        | %           | CM     | CC     |
| ------------------------ | --------------- | -------- | ------ | ------------ | ------------ | ----------- | ----------- | ------ | ------ |
|                          | Laëtitia Hamot, | DVG      |        |              |              |             |             |        |        |
|                          |                 |          |        |              |              |             |             |        |        |
| Exprimés                 |                 |          |        |              |              |             |             |        |        |
| Votes blancs             |                 |          |        |              |              |             |             |        |        |
| Votes nuls               |                 |          |        |              |              |             |             |        |        |
| Total                    | Total           | Total    | Total  |              | 100          |             | 100         | 29     | 7      |
| Absentions               |                 |          |        |              |              |             |             |        |        |
| Inscrits / participation |                 |          |        |              |              |             |             |        |        |

### Échiré
- Maire sortant : Thierry Devautour (DVD)
- 27 sièges à pourvoir au conseil municipal (population légale 2022 : 3 536 habitants)
- 2 sièges à pourvoir au conseil communautaire (CA du Niortais)

| Tête de liste | Tête de liste | Parti(s) | Nuance | Premier tour | Premier tour | Second tour | Second tour | Sièges | Sièges |
| Tête de liste | Tête de liste | Parti(s) | Nuance | Voix         | %            | Voix        | %           | CM     | CC     |
| ------------- | ------------- | -------- | ------ | ------------ | ------------ | ----------- | ----------- | ------ | ------ |

### La Forêt-sur-Sèvre
- Maire sortant : Thierry Marolleau (DVD)
- 19 sièges à pourvoir au conseil municipal (population légale 2022 : 2 261 habitants)
- 2 sièges à pourvoir au conseil communautaire (CA du Bocage bressuirais)

| Tête de liste | Tête de liste | Parti(s) | Nuance | Premier tour | Premier tour | Second tour | Second tour | Sièges | Sièges |
| Tête de liste | Tête de liste | Parti(s) | Nuance | Voix         | %            | Voix        | %           | CM     | CC     |
| ------------- | ------------- | -------- | ------ | ------------ | ------------ | ----------- | ----------- | ------ | ------ |

### Frontenay-Rohan-Rohan
- Maire sortant : Olivier Poiraud (DVC)
- 23 sièges à pourvoir au conseil municipal (population légale 2022 : 2 968 habitants)
- 1 siège à pourvoir au conseil communautaire (CA du Niortais)

| Tête de liste            | Tête de liste | Parti(s) | Nuance | Premier tour | Premier tour | Second tour | Second tour | Sièges | Sièges |
| Tête de liste            | Tête de liste | Parti(s) | Nuance | Voix         | %            | Voix        | %           | CM     | CC     |
| ------------------------ | ------------- | -------- | ------ | ------------ | ------------ | ----------- | ----------- | ------ | ------ |
|                          | Tony Becq     | DVD      |        |              |              |             |             |        |        |
|                          |               |          |        |              |              |             |             |        |        |
| Exprimés                 |               |          |        |              |              |             |             |        |        |
| Votes blancs             |               |          |        |              |              |             |             |        |        |
| Votes nuls               |               |          |        |              |              |             |             |        |        |
| Total                    | Total         | Total    | Total  |              | 100          |             | 100         | 23     | 1      |
| Absentions               |               |          |        |              |              |             |             |        |        |
| Inscrits / participation |               |          |        |              |              |             |             |        |        |

### Lezay
- Maire sortant : Olivier Gayet (DVD)
- 19 sièges à pourvoir au conseil municipal (population légale 2022 : 2 013 habitants)
- 3 sièges à pourvoir au conseil communautaire (CC Mellois en Poitou)

| Tête de liste            | Tête de liste  | Parti(s) | Nuance | Premier tour | Premier tour | Second tour | Second tour | Sièges | Sièges |
| Tête de liste            | Tête de liste  | Parti(s) | Nuance | Voix         | %            | Voix        | %           | CM     | CC     |
| ------------------------ | -------------- | -------- | ------ | ------------ | ------------ | ----------- | ----------- | ------ | ------ |
|                          | Olivier Gayet, | DVD      |        |              |              |             |             |        |        |
|                          |                |          |        |              |              |             |             |        |        |
| Exprimés                 |                |          |        |              |              |             |             |        |        |
| Votes blancs             |                |          |        |              |              |             |             |        |        |
| Votes nuls               |                |          |        |              |              |             |             |        |        |
| Total                    | Total          | Total    | Total  |              | 100          |             | 100         | 19     | 3      |
| Absentions               |                |          |        |              |              |             |             |        |        |
| Inscrits / participation |                |          |        |              |              |             |             |        |        |

### Loretz-d'Argenton
- Maire sortant : Pierre Sauvêtre (SE)
- 27 sièges à pourvoir au conseil municipal (population légale 2022 : 2 590 habitants)
- 4 sièges à pourvoir au conseil communautaire (CC du Thouarsais)

| Tête de liste            | Tête de liste    | Parti(s) | Nuance | Premier tour | Premier tour | Second tour | Second tour | Sièges | Sièges |
| Tête de liste            | Tête de liste    | Parti(s) | Nuance | Voix         | %            | Voix        | %           | CM     | CC     |
| ------------------------ | ---------------- | -------- | ------ | ------------ | ------------ | ----------- | ----------- | ------ | ------ |
|                          | Pierre Sauvêtre, | SE       |        |              |              |             |             |        |        |
|                          |                  |          |        |              |              |             |             |        |        |
| Exprimés                 |                  |          |        |              |              |             |             |        |        |
| Votes blancs             |                  |          |        |              |              |             |             |        |        |
| Votes nuls               |                  |          |        |              |              |             |             |        |        |
| Total                    | Total            | Total    | Total  |              | 100          |             | 100         | 27     | 4      |
| Absentions               |                  |          |        |              |              |             |             |        |        |
| Inscrits / participation |                  |          |        |              |              |             |             |        |        |

### Magné
- Maire sortant : Gérard Laborderie (DVG), ne se représente pas[2].
- 27 sièges à pourvoir au conseil municipal (population légale 2022 : 2 708 habitants)
- 1 siège à pourvoir au conseil communautaire (CA du Niortais)

| Tête de liste | Tête de liste | Parti(s) | Nuance | Premier tour | Premier tour | Second tour | Second tour | Sièges | Sièges |
| Tête de liste | Tête de liste | Parti(s) | Nuance | Voix         | %            | Voix        | %           | CM     | CC     |
| ------------- | ------------- | -------- | ------ | ------------ | ------------ | ----------- | ----------- | ------ | ------ |

### Mauléon
- Maire sortant : Pierre-Yves Marolleau (DVD), ne se représente pas[2].
- 29 sièges à pourvoir au conseil municipal (population légale 2022 : 8 585 habitants)
- 7 sièges à pourvoir au conseil communautaire (CA du Bocage bressuirais)

| Tête de liste | Tête de liste | Parti(s) | Nuance | Premier tour | Premier tour | Second tour | Second tour | Sièges | Sièges |
| Tête de liste | Tête de liste | Parti(s) | Nuance | Voix         | %            | Voix        | %           | CM     | CC     |
| ------------- | ------------- | -------- | ------ | ------------ | ------------ | ----------- | ----------- | ------ | ------ |

### Mauzé-sur-le-Mignon
- Maire sortant : Philippe Mauffrey (LR)
- 23 sièges à pourvoir au conseil municipal (population légale 2022 : 2 917 habitants)
- 1 siège à pourvoir au conseil communautaire (CA du Niortais)

| Tête de liste | Tête de liste | Parti(s) | Nuance | Premier tour | Premier tour | Second tour | Second tour | Sièges | Sièges |
| Tête de liste | Tête de liste | Parti(s) | Nuance | Voix         | %            | Voix        | %           | CM     | CC     |
| ------------- | ------------- | -------- | ------ | ------------ | ------------ | ----------- | ----------- | ------ | ------ |

### Melle
- Maire sortant : Sylvain Griffault (GÉ)
- 33 sièges à pourvoir au conseil municipal (population légale 2022 : 5 790 habitants)
- 9 sièges à pourvoir au conseil communautaire (CC Mellois en Poitou)

| Tête de liste            | Tête de liste      | Parti(s) | Nuance | Premier tour | Premier tour | Second tour | Second tour | Sièges | Sièges |
| Tête de liste            | Tête de liste      | Parti(s) | Nuance | Voix         | %            | Voix        | %           | CM     | CC     |
| ------------------------ | ------------------ | -------- | ------ | ------------ | ------------ | ----------- | ----------- | ------ | ------ |
|                          | Sylvain Griffault, | GÉ       |        |              |              |             |             |        |        |
|                          |                    |          |        |              |              |             |             |        |        |
| Exprimés                 |                    |          |        |              |              |             |             |        |        |
| Votes blancs             |                    |          |        |              |              |             |             |        |        |
| Votes nuls               |                    |          |        |              |              |             |             |        |        |
| Total                    | Total              | Total    | Total  |              | 100          |             | 100         | 33     | 9      |
| Absentions               |                    |          |        |              |              |             |             |        |        |
| Inscrits / participation |                    |          |        |              |              |             |             |        |        |

### Moncoutant-sur-Sèvre
- Maire sortant : Roland Moreau (SE)
- 33 sièges à pourvoir au conseil municipal (population légale 2022 : 5 100 habitants)
- 5 sièges à pourvoir au conseil communautaire (CA du Bocage bressuirais)

| Tête de liste | Tête de liste | Parti(s) | Nuance | Premier tour | Premier tour | Second tour | Second tour | Sièges | Sièges |
| Tête de liste | Tête de liste | Parti(s) | Nuance | Voix         | %            | Voix        | %           | CM     | CC     |
| ------------- | ------------- | -------- | ------ | ------------ | ------------ | ----------- | ----------- | ------ | ------ |

### Niort
- Maire sortant : Jérôme Baloge (PRV)
- 49 sièges à pourvoir au conseil municipal (population légale 2022 : 60 074 habitants)
- 36 sièges à pourvoir au conseil communautaire (CA du Niortais)

| Tête de liste            | Tête de liste              | Parti(s)                        | Nuance | Premier tour | Premier tour | Second tour | Second tour | Sièges | Sièges |
| Tête de liste            | Tête de liste              | Parti(s)                        | Nuance | Voix         | %            | Voix        | %           | CM     | CC     |
| ------------------------ | -------------------------- | ------------------------------- | ------ | ------------ | ------------ | ----------- | ----------- | ------ | ------ |
|                          | Sébastien Mathieu,         | DVG-LFI-PCF-PS-LÉ-G.s-GÉ-Pirate |        |              |              |             |             |        |        |
|                          | À définir[réf. nécessaire] | RN                              |        |              |              |             |             |        |        |
|                          |                            |                                 |        |              |              |             |             |        |        |
| Exprimés                 |                            |                                 |        |              |              |             |             |        |        |
| Votes blancs             |                            |                                 |        |              |              |             |             |        |        |
| Votes nuls               |                            |                                 |        |              |              |             |             |        |        |
| Total                    | Total                      | Total                           | Total  |              | 100          |             | 100         | 49     | 36     |
| Absentions               |                            |                                 |        |              |              |             |             |        |        |
| Inscrits / participation |                            |                                 |        |              |              |             |             |        |        |

### Nueil-les-Aubiers
- Maire sortant : Serge Bouju (DVD)
- 29 sièges à pourvoir au conseil municipal (population légale 2022 : 5 529 habitants)
- 5 sièges à pourvoir au conseil communautaire (CA du Bocage bressuirais)

| Tête de liste | Tête de liste | Parti(s) | Nuance | Premier tour | Premier tour | Second tour | Second tour | Sièges | Sièges |
| Tête de liste | Tête de liste | Parti(s) | Nuance | Voix         | %            | Voix        | %           | CM     | CC     |
| ------------- | ------------- | -------- | ------ | ------------ | ------------ | ----------- | ----------- | ------ | ------ |

### Parthenay
- Maire sortant : Jean-Michel Prieur (AC)
- 33 sièges à pourvoir au conseil municipal (population légale 2022 : 10 121 habitants)
- 15 sièges à pourvoir au conseil communautaire (CC de Parthenay-Gâtine)

| Tête de liste            | Tête de liste       | Parti(s) | Nuance | Premier tour | Premier tour | Second tour | Second tour | Sièges | Sièges |
| Tête de liste            | Tête de liste       | Parti(s) | Nuance | Voix         | %            | Voix        | %           | CM     | CC     |
| ------------------------ | ------------------- | -------- | ------ | ------------ | ------------ | ----------- | ----------- | ------ | ------ |
|                          | Jean-Michel Prieur, | AC       |        |              |              |             |             |        |        |
|                          |                     |          |        |              |              |             |             |        |        |
| Exprimés                 |                     |          |        |              |              |             |             |        |        |
| Votes blancs             |                     |          |        |              |              |             |             |        |        |
| Votes nuls               |                     |          |        |              |              |             |             |        |        |
| Total                    | Total               | Total    | Total  |              | 100          |             | 100         | 33     | 15     |
| Absentions               |                     |          |        |              |              |             |             |        |        |
| Inscrits / participation |                     |          |        |              |              |             |             |        |        |

### Plaine-et-Vallées
- Maire sortante : Christiane Babin (SE), ne se représente pas[2].
- 23 sièges à pourvoir au conseil municipal (population légale 2022 : 2 334 habitants)
- 4 sièges à pourvoir au conseil communautaire (CC du Thouarsais)

| Tête de liste | Tête de liste | Parti(s) | Nuance | Premier tour | Premier tour | Second tour | Second tour | Sièges | Sièges |
| Tête de liste | Tête de liste | Parti(s) | Nuance | Voix         | %            | Voix        | %           | CM     | CC     |
| ------------- | ------------- | -------- | ------ | ------------ | ------------ | ----------- | ----------- | ------ | ------ |

### Pompaire
- Maire sortant : Jean-Paul Chaussoneaux (SE)
- 19 sièges à pourvoir au conseil municipal (population légale 2022 : 2 052 habitants)
- 2 sièges à pourvoir au conseil communautaire (CC de Parthenay-Gâtine)

| Tête de liste | Tête de liste | Parti(s) | Nuance | Premier tour | Premier tour | Second tour | Second tour | Sièges | Sièges |
| Tête de liste | Tête de liste | Parti(s) | Nuance | Voix         | %            | Voix        | %           | CM     | CC     |
| ------------- | ------------- | -------- | ------ | ------------ | ------------ | ----------- | ----------- | ------ | ------ |

### Prahecq
- Maire sortante : Sonia Lussiez (SE)
- 19 sièges à pourvoir au conseil municipal (population légale 2022 : 2 249 habitants)
- 1 siège à pourvoir au conseil communautaire (CA du Niortais)

| Tête de liste | Tête de liste | Parti(s) | Nuance | Premier tour | Premier tour | Second tour | Second tour | Sièges | Sièges |
| Tête de liste | Tête de liste | Parti(s) | Nuance | Voix         | %            | Voix        | %           | CM     | CC     |
| ------------- | ------------- | -------- | ------ | ------------ | ------------ | ----------- | ----------- | ------ | ------ |

### Saint-Gelais
- Maire sortant : Gérard Bobineau (DVG)
- 19 sièges à pourvoir au conseil municipal (population légale 2022 : 2 217 habitants)
- 1 siège à pourvoir au conseil communautaire (CA du Niortais)

| Tête de liste | Tête de liste | Parti(s) | Nuance | Premier tour | Premier tour | Second tour | Second tour | Sièges | Sièges |
| Tête de liste | Tête de liste | Parti(s) | Nuance | Voix         | %            | Voix        | %           | CM     | CC     |
| ------------- | ------------- | -------- | ------ | ------------ | ------------ | ----------- | ----------- | ------ | ------ |

### Saint-Maixent-l'École
- Maire sortant : Stéphane Baudry (GÉ)
- 29 sièges à pourvoir au conseil municipal (population légale 2022 : 7 433 habitants)
- 9 sièges à pourvoir au conseil communautaire (CC Haut Val de Sèvre)

| Tête de liste | Tête de liste | Parti(s) | Nuance | Premier tour | Premier tour | Second tour | Second tour | Sièges | Sièges |
| Tête de liste | Tête de liste | Parti(s) | Nuance | Voix         | %            | Voix        | %           | CM     | CC     |
| ------------- | ------------- | -------- | ------ | ------------ | ------------ | ----------- | ----------- | ------ | ------ |

### Saint-Varent
- Maire sortant : Pierre Rambault (DVG)
- 19 sièges à pourvoir au conseil municipal (population légale 2022 : 2 396 habitants)
- 4 sièges à pourvoir au conseil communautaire (CC du Thouarsais)

| Tête de liste            | Tête de liste    | Parti(s) | Nuance | Premier tour | Premier tour | Second tour | Second tour | Sièges | Sièges |
| Tête de liste            | Tête de liste    | Parti(s) | Nuance | Voix         | %            | Voix        | %           | CM     | CC     |
| ------------------------ | ---------------- | -------- | ------ | ------------ | ------------ | ----------- | ----------- | ------ | ------ |
|                          | Pierre Rambault, | DVG      |        |              |              |             |             |        |        |
|                          |                  |          |        |              |              |             |             |        |        |
| Exprimés                 |                  |          |        |              |              |             |             |        |        |
| Votes blancs             |                  |          |        |              |              |             |             |        |        |
| Votes nuls               |                  |          |        |              |              |             |             |        |        |
| Total                    | Total            | Total    | Total  |              | 100          |             | 100         | 19     | 4      |
| Absentions               |                  |          |        |              |              |             |             |        |        |
| Inscrits / participation |                  |          |        |              |              |             |             |        |        |

### Sauzé-entre-Bois
- Maire sortant : Nicolas Ragot (SE)
- 23 sièges à pourvoir au conseil municipal (population légale 2022 : 2 259 habitants)
- 6 sièges[d] à pourvoir au conseil communautaire (CC Mellois en Poitou)

| Tête de liste | Tête de liste | Parti(s) | Nuance | Premier tour | Premier tour | Second tour | Second tour | Sièges | Sièges |
| Tête de liste | Tête de liste | Parti(s) | Nuance | Voix         | %            | Voix        | %           | CM     | CC     |
| ------------- | ------------- | -------- | ------ | ------------ | ------------ | ----------- | ----------- | ------ | ------ |

### Thouars
- Maire sortant : Bernard Paineau (DVG)
- 33 sièges à pourvoir au conseil municipal (population légale 2022 : 13 949 habitants)
- 20 sièges à pourvoir au conseil communautaire (CC du Thouarsais)

| Tête de liste            | Tête de liste    | Parti(s) | Nuance | Premier tour | Premier tour | Second tour | Second tour | Sièges | Sièges |
| Tête de liste            | Tête de liste    | Parti(s) | Nuance | Voix         | %            | Voix        | %           | CM     | CC     |
| ------------------------ | ---------------- | -------- | ------ | ------------ | ------------ | ----------- | ----------- | ------ | ------ |
|                          | Bernard Paineau, | DVG      |        |              |              |             |             |        |        |
|                          |                  |          |        |              |              |             |             |        |        |
| Exprimés                 |                  |          |        |              |              |             |             |        |        |
| Votes blancs             |                  |          |        |              |              |             |             |        |        |
| Votes nuls               |                  |          |        |              |              |             |             |        |        |
| Total                    | Total            | Total    | Total  |              | 100          |             | 100         | 33     | 20     |
| Absentions               |                  |          |        |              |              |             |             |        |        |
| Inscrits / participation |                  |          |        |              |              |             |             |        |        |

### Val en Vignes
- Maire sortant : Christophe Guillot (SE)
- 23 sièges à pourvoir au conseil municipal (population légale 2022 : 2 023 habitants)
- 3 sièges à pourvoir au conseil communautaire (CC du Thouarsais)

| Tête de liste            | Tête de liste       | Parti(s) | Nuance | Premier tour | Premier tour | Second tour | Second tour | Sièges | Sièges |
| Tête de liste            | Tête de liste       | Parti(s) | Nuance | Voix         | %            | Voix        | %           | CM     | CC     |
| ------------------------ | ------------------- | -------- | ------ | ------------ | ------------ | ----------- | ----------- | ------ | ------ |
|                          | Christophe Guillot, | SE       |        |              |              |             |             |        |        |
|                          |                     |          |        |              |              |             |             |        |        |
| Exprimés                 |                     |          |        |              |              |             |             |        |        |
| Votes blancs             |                     |          |        |              |              |             |             |        |        |
| Votes nuls               |                     |          |        |              |              |             |             |        |        |
| Total                    | Total               | Total    | Total  |              | 100          |             | 100         | 23     | 3      |
| Absentions               |                     |          |        |              |              |             |             |        |        |
| Inscrits / participation |                     |          |        |              |              |             |             |        |        |

### Vouillé
- Maire sortant : Franck Portz (SE)
- 27 sièges à pourvoir au conseil municipal (population légale 2022 : 3 538 habitants)
- 2 sièges à pourvoir au conseil communautaire (CA du Niortais)

| Tête de liste | Tête de liste | Parti(s) | Nuance | Premier tour | Premier tour | Second tour | Second tour | Sièges | Sièges |
| Tête de liste | Tête de liste | Parti(s) | Nuance | Voix         | %            | Voix        | %           | CM     | CC     |
| ------------- | ------------- | -------- | ------ | ------------ | ------------ | ----------- | ----------- | ------ | ------ |